# Monanthocitrus paludosa
Monanthocitrus paludosa är en vinruteväxtart som först beskrevs av Carl Karl Adolf Georg Lauterbach, och fick sitt nu gällande namn av Benjamin Clemens Masterman Stone. Monanthocitrus paludosa ingår i släktet Monanthocitrus och familjen vinruteväxter. Inga underarter finns listade i Catalogue of Life.